# Frank van 't Hof
Frank van 't Hof (Gouda, 7 februari 1987) is een Nederlands radio-dj. Sinds 2024 presenteert hij de dagelijkse middagshow Wout & Frank op Radio Veronica. Hij verwierf bekendheid als presentator van programma's op NPO Radio 2.  

## Carrière
Tot 5 oktober 2018 maakte Van 't Hof elke werkdag het ochtendprogramma Vroeg op Frank tussen 4:00 en 6:00 uur op NPO Radio 2 en daarnaast produceerde hij bij Frank ♥ op NPO 3FM. Vanaf zaterdag 3 november 2018 presenteerde hij van 06:00 uur tot 09:00 uur Vroeg op Frank de ochtendshow in het weekeinde op NPO Radio 2. Hij volgde daarmee Timur Perlin op met zijn programma Timur en het weekend. In het verleden produceerde hij ook voor De Heer Ontwaakt! en Het Platenpaleis op NPO Radio 2.
In 2015 maakt hij zijn debuut als dj in het presentatieteam van de NPO Radio 2 Top 2000 op NPO Radio 2.
Op witte donderdag 29 maart 2018 speelde hij in de rol van discipel mee in The Passion, dat rechtstreeks werd uitgezonden op NPO 1 en NPO Radio 2. Vanaf 4 januari 2019 presenteerde Van 't Hof weer elke vrijdagavond van 20:00 tot 22:00 uur Het Platenpaleis op NPO Radio 2. Op zaterdag 6 juni 2020 maakte Van 't Hof bekend in het najaar te gaan stoppen met de weekeinde ochtendshow Vroeg op Frank, derhalve was op zondag 27 september 2020 de allerlaatste uitzending. Vanaf zaterdag 3 oktober 2020 werd de ochtendshow in het weekeinde opgevolgd door Rinkeldekinkel met Jeroen van Inkel. Per zondag 4 oktober 2020 presenteerde Frank een nieuw programma op de zondagmiddag tussen 12:00 en 14:00 uur met de titel Hofleverancier van de Liefde.
Per 4 oktober 2021 werd de vernieuwde programmering op NPO Radio 2 ingevoerd, waardoor Van 't Hof per zondag 10 oktober 2021 tussen 12:00 en 14:00 uur elke zondagmiddag Het Platenpaleis presenteert  
waarbij luisteraars verzoekplaten kunnen aanvragen. Ook presenteert Van 't Hof per vrijdag 8 oktober 2021 elke vrijdagmiddag tussen 16:00 en 20:00 uur, samen met collega Wouter van der Goes, het programma Wout & Frank.
Door het vertrek van Stefan Stasse naar NPO Radio 5, presenteerde Van 't Hof van 2 t/m 23 januari 2024 van maandag t/m donderdag op het tijdslot van De Staat van Stasse (20:00 - 22:00 uur) tijdelijk zijn programma Het Platenpaleis. Op 23 januari was daarvan zijn laatste uitzending. Eerder die dag werd officieel bekendgemaakt dat hij over zou gaan stappen naar Radio Veronica.
Sinds januari 2024 presenteert Van 't Hof samen met Wouter van der Goes de middagshow op Radio Veronica. Eveneens presenteert hij eenmaal per week een avondprogramma op Sublime.

## Trivia
- Van 't Hof heeft een relatie met voormalig NPO Radio 2-producer Coco Hermans, die van 1 november 2020 tot juni 2023 Radio Director was bij Radio 538 van Talpa Network.
- Van 't Hof voorziet mediabedrijven van technische voorzieningen met het bedrijf Hof Broadcast Services.

Huidige: · Annemieke Schollaardt · Bart Arens · Carolien Borgers · Evelien de Bruijn · Corné Klijn · Daniël Lippens · Desiree van der Heiden · Dolf Jansen · Eddy Keur · Emmely de Wilt · Evert Duipmans · Jan-Willem Roodbeen · Jeroen Kijk in de Vegte · Jeroen van Inkel · Leo Blokhuis · Martine ten Klooster · Morad El Ouakili · Paul Rabbering · Ruud de Wild · Shay Kreuger ·Tannaz Hajeby · Thomas Hekker · Willemijn Veenhoven
Voormalige: Alfred van de Wege · Andrew Makkinga · Bert Haandrikman · Bert Kranenbarg · Cees van Zijtveld · Cielke Sijben · Daniël Dekker · Edwin Diergaarde · Felix Meurders · Ferry Maat · Frank du Mosch · Frits Sissing · Frits Spits · Gerard Ekdom · Giel Beelen · Gijs Staverman · Hans Schiffers · Henk van Steeg · Jan Paul Grootentraast · Jasper de Vries · Jeanne Kooijmans · Jeroen Mulder · Jetske van Staa · Jurgen van den Berg · Karel van Cooten · Kasper Kooij · Kimberley Dekker · Malou Holshuijsen · Marc Adriani · Marisa Heutink · Mart Smeets · Miranda van Holland · One'sy Muller · Peter Schuiten · Peter van Bruggen · Rick van Velthuysen · Rob Stenders · Roeland van Zeijst · Ron Stoeltie · Rutger Radstaake · Ruud Hermans · Sander de Heer · Sander Guis · Sara Kroos · Simone Walraven · Ted de Braak · Thijs Maalderink · Thomas van Vliet · Timur Perlin · Toine van Peperstraten · Tom Mulder · Will Luikinga · Yora Rienstra· Wouter van der Goes· Frank van 't Hof · Stefan Stasse  ·